# Бланка Палома
Бланка Палома Рамос Баеза (рођена 9. јуна 1989), позната и као њено име, Бланка Палома, је шпанска певачица, сценограф и костимограф. Она ће представљати Шпанију са песмом Еаеа на Песми Евровизије 2023. у Ливерпулу, у Уједињеном Краљевству, након победе на Бенидорм Фесту 2023.

## Рани живот и образовање
Рођена је и одрасла у Елчеу. Након што је дипломирала ликовне уметности на Универзитету Мигел Ернандез у Елчеу, Рамос се преселила у Мадрид да би наставила каријеру у позоришту 2013. године.

## Каријера
Дана 10. децембра 2021, објављено је да ће учествовати на Бенидорм Фесту 2022. са својом песмом . Учествовала је у првом полуфиналу и пласирала се у финале, на 3. месту са 79 бодова. У финалу је заузела 5. место са 61 бодом.
Следеће године је учествовала на Бенидорм фесту 2023 са песмом Еаеа. Наступила је у другом полуфиналу и пласирала се у финале. У финалу је заузела прво место са 169 поена (94 поена од жирија, 40 поена од телегласања и 35 поена од демоскопског жирија).

## Дискографија

### Синглови
| Title | Година | Албум            |
| ----- | ------ | ---------------- |
|       | 2021.  |                  |
|       | 2022.  | Non-album single |
|       | 2022.  | Non-album single |